# 常兴碘泡虫
常兴碘泡虫（学名：Myxobolus changshingensis）为碘泡科碘泡虫属的动物。在中国，分布于辽宁、湖北等，营寄生生活，寄生在前肠（鲢）、肾（鲢、鲫）、胆囊（鲫）、皮肤粘液（鲫）、鳃（鲫）。